# Sunday Night Baseball
Sunday Night Baseball es una transmisión semanal exclusiva de un juego de la Major League Baseball que se disputa los domingos por la noche a las 7:00 p. m. TE en ESPN durante la temporada regular.
Los juegos son precedidos la mayoría de las semanas por el programa de estudio Baseball Tonight: Sunday Night Countdown presented by Chevrolet. Algunas transmisiones televisivas de cada temporada se hacen en ESPN2 en lugar de ESPN debido a conflictos con otra programación; sin embargo, a partir de 2022, ESPN2 también transmite el Sunday Night Baseball con comentarios alternativos durante ocho juegos por temporada.

## Historia

### La era Jon Miller-Joe Morgan (1990-2010)
El programa debutó el 15 de abril de 1990 con cobertura de los New York Mets contra los Montreal Expos en Montreal. Y desde su inicio hasta 2010, la serie contó con el equipo de transmisión del narrador Jon Millery y el comentarista Joe Morgan. Steve Phillips se unió a ellos para la temporada 2009, y Orel Hershiser lo hizo para la temporada 2010 luego del despido de Phillips por parte de la cadena.
Desde 2004 hasta 2006, Sam Ryan se desempeñó como reportera de campo, pero se fue para unirse a WCBS-TV de Nueva York y CBS Sports en junio de 2006. El 2 de julio de 2006, Bonnie Bernstein se unió al equipo como la nueva reportera de campo, pero no regresó en 2007 principalmente debido a su solicitud de reducir su horario debido a su continua recuperación de un episodio de trombosis venosa profunda en octubre de 2006. A partir de 2006, Peter Gammons se unió a las transmisiones como reportero de campo en la posición de exploradores. Gammons, sin embargo, sufrió un aneurisma cerebral y no regresó hasta septiembre de 2006.
En 2010, Miller y Morgan comenzaron su temporada número 21 consecutiva trabajando juntos para ESPN. Después de la temporada 2010, ESPN anunció que no se renovarían los contratos tanto de Miller como de Morgan. A Miller se le ofreció, pero optó por rechazar, un papel continuo con ESPN Radio.

### Era Dan Shulman (2011-2017)
El narrador Dan Shulman se unió a los comentaristas Hershiser y Bobby Valentine como el nuevo equipo de Sunday Night Baseball a partir de 2011. En un acuerdo comercial esencial, luego de la contratación de Valentine como entrenador de Boston Red Sox, su predecesor Terry Francona fue contratado para unirse a Shulman y Hershiser para la temporada 2012. Francona se quedó con ESPN solo una temporada antes de ser contratado por los Cleveland Indians ser su entrenador para la temporada 2013. Francona fue reemplazado por John Kruk, quien había sido parte del equipo Baseball Tonight desde 2004.
Al igual que Miller y Morgan, antes que ellos Shulman y Hershiser también formaron el equipo principal en la cobertura de la Serie Mundial de ESPN Radio. Antes de la temporada 2014, Hershiser dejó ESPN para convertirse en analista de los Dodgers en SportsNet LA, y fue reemplazado por Curt Schilling; sin embargo, el diagnóstico posterior de Schilling y el tratamiento de una forma no revelada de cáncer hizo que no estuviera disponible para ESPN durante la mayor parte de la temporada. Shulman y Kruk trabajaron en una cabina de dos personas hasta que Schilling se unió a ellos en septiembre.
El 30 de agosto de 2015, la exjugadora de softbol Jessica Mendoza se unió al equipo de transmisión de Sunday Night Baseball como comentarista.  Para la temporada 2016, el exjugador de los Yankees, Aaron Boone, se unió a Shulman y Mendoza en la cabina de transmisión como el segundo comentarista de SNB. Shulman renunció al final de la temporada 2017, mientras que Boone abandonó al equipo de transmisión tras ser nombrado nuevo mánager de los Yankees.

### Era Matt Vasgersian-Alex Rodriguez (2018-2021)
El 28 de enero de 2018, ESPN anunció que Álex Rodríguez y Matt Vasgersian se unirían a Jessica Mendoza, Buster Olney, y al resto del equipo del SNB para la temporada 2018 cómo analista y narrador respectivamente. Para la temporada 2020 abreviada debido al COVID-19, Mendoza dejó SNB como parte de su nuevo acuerdo con ESPN, dejando a Vasgersian y Rodríguez, quienes transmitieron todos los juegos desde un estudio en la sede de ESPN en Bristol, Connecticut
ABC televisó un enfrentamiento de Sunday Night Baseball entre los Chicago White Sox y los Chicago Cubs el 8 de agosto de 2021. La transmisión marcó la primera edición de Sunday Night Baseball rn ABC y el primer enfrentamiento de la temporada regular que había transmitido desde su participación en Baseball Network en 1995.

### Ravech, Cone y Pérez (2022-presente)
En 2021, ESPN y la Major League Baseball acordaron un nuevo contrato que duraría hasta la temporada 2028. A partir de 2022, ESPN mantendría al Sunday Night Baseball como su transmisión del Juego de la semana, pero ya no televisaría juegos no exclusivos entre semana a diferencia de años anteriores. También se le dio a ESPN la opción de producir una transmisión alternativa en sus redes hermanas (como el popular "StatCast" alternativo que se ve en ESPN2), así como transmisiones simultáneas en ESPN+.
Matt Vasgersian dejó ESPN después de la temporada 2021 para concentrarse más en sus deberes para MLB Network y Bally Sports West, como el locutor principal para Los Angeles Angels, lo cual en parte, debido al SNB, vio su papel asumido por Daron Sutton y Rich Waltz durante la mayor parte de la temporada 2021. El 7 de enero de 2022, ESPN anunció que Karl Ravech se convertiría en el cuarto narrador del Sunday Night Baseball, junto con los analistas David Cone y Eduardo Pérez.

#### KayRod Cast
A partir de 2022, transmisiones alternativas de ocho juegos del Sunday Night Baseball se hacen en ESPN2 con Michael Kay y Álex Rodríguez narrando los juegos. La presentación, apodada "KayRod Cast", es similar al "Manningcast" del Monday Night Football presentado por Peyton y Eli Manning.

## Versión del programa en español
El Domingo de Grandes Ligas es el nombre en español que la cadena deportiva ESPN le da al partido de béisbol de las grandes ligas que se transmite todos los domingos a lo largo de la temporada regular generalmente a las 7:00 p. m. ET de los Estados Unidos mediante ESPN Latinoamérica, Star+, e ESPN Deportes.
La imagen del partido en específico es compartida con la versión en inglés Sunday Night Baseball que se emite en el canal ESPN de Estados Unidos; sin embargo, toda la información, temas, contenidos y producción mostrada en pantalla así como los comentaristas son en español.
El periodista deportivo dominicano Ernesto Jerez es el relator junto con el periodista venezolano Luis Alfredo Álvarez, en el análisis. Por su parte, el mexicano Guillermo Celis funge como reportero de campo. Este equipo de comentaristas son los estelares de las transmisiones de Grandes Ligas por ESPN pues también son los encargados de narrar el Juego de Estrellas, el Home Run Derby y la Serie Mundial.
Cabe destacar que en la mayoría de los partidos, excepto algunos partidos de temporada regular y eventos especiales como el Juego de Estrellas y la Serie Mundial, Ernesto, Candy y Luis Alfredo relatan desde la base de ESPN en Bristol, CT, siendo Celis el único que en todas las transmisiones está presente en el estadio.
Previo al partido, ESPN transmite el programa Béisbol Esta Noche con el resumen de los demás juegos dominicales y las noticias más importantes de la semana; es conducido por Carolina Guillén, Candy Maldonado (conjunto a su participación en los partidos), y Fernando Álvarez. Hasta el 2009, servía como analista el expelotero de ligas mayores Carlos Baerga. Al terminar el partido se transmite el noticiero SportsCenter.
En 2012, el tema oficial de las transmisiones gue Jonronero de Oscar D'León y Huáscar Barradas, escrito por el periodista y productor Leonte Landino con arreglos de Agustín Espina. Anteriormente, Tego Calderón (2006) y Ozomatli (2007-2008), Luis Enrique (2009), Prince Royce y Sergio George (2010) y Guaco (2011) habían interpretado el tema oficial, siempre enfocado al ritmo latino bajo la autoría de Leonte Landino.